# قائمة خدمات الألعاب السحابية
 لعب سحابي (بالإنجليزية: Cloud gaming)‏ ويسمى أيضا اللعب عند الطلب، هو نوع من الألعاب عبر الإنترنت التي تتيح بثًّا مباشرًا وبناء على الطلب للألعاب على جهاز الحاسوب من خلال استخدام جهاز زبون نحيف (بالإنجليزية: thin client)‏، حيث يتم تخزين اللعبة الفعلية على خادم المشغل أو شركة اللعبة ويتم بثها مباشرة إلى أجهزة الحاسوب التي تصل إلى الخادم من خلال الزبون. هذا يسمح بالوصول إلى الألعاب دون الحاجة إلى نظام لعبة فيديو، بالإضافة إلى جعل قدرة حاسوب المستخدم غير مهمة إلى حد كبير، لأن الخادم هو النظام الذي يستخدم في تشغيل العمليات المطلوبة.

## القائمة
| الاسم بالانجليزي  | اسم الخدمة           | المطور     | تاريخ اطلاقها | الدعم بالعالم العربي | المنصات المدعومة                                                                                    | التوفر     |
| ----------------- | -------------------- | ---------- | ------------- | -------------------- | --------------------------------------------------------------------------------------------------- | ---------- |
| Amazon Luna       | أمازون لونا          | أمازون     | 1 مارس 2022   |                      | الحاسب، متعدد المنصات                                                                               | Green tick |
| Xbox Cloud Gaming | إكس بوكس كلاود جيمنج | مايكروسوفت | 2019          |                      | متعدد المنصات                                                                                       | Green tick |
| PlayStation Now   | بلاي ستيشن ناو       | سوني       | 2014          |                      | بلاي ستيشن 4، بلاي ستيشن 5، مايكروسوفت ويندوز                                                       | Green tick |
| Google Stadia     | جوجل ستاديا          | جوجل       | 2019حتى 2023  |                      | متعدد المنصات                                                                                       | ☒          |
| OnLive            | أون لايف             | OnLive     | 2009 حتى 2012 |                      | الحاسب                                                                                              | ☒          |
| GeForce Now       | جي فورس ناو          | إنفيديا    | 2015          | السعودية عُمان الأردن | إنفيديا، ماك أو إس، مايكروسوفت ويندوز، كروم أو إس، أندرويد (نظام تشغيل)، آي أو إس، تايزن، ويب أو إس | Green tick |